# 末藤雅宣
末藤 雅宣（すえふじ まさのぶ、1984年5月21日 - ）は、2018年現在トップチャレンジリーグの九州電力キューデンヴォルテクスに所属するラグビー選手。

## プロフィール
- 福岡県大牟田市出身。
- ポジションはウィング(WTB)。
- 身長 183cm、体重 97kg
- ニックネームはすえ、ふじ。
- 関西代表に選ばれたことがある[1]。

## 略歴
ラグビーを始めたきっかけは高校の監督に誘われたことから。
2003年、荒尾高校卒業後、福岡工業大学に入る。
2007年、福岡工業大学卒業後、神戸製鋼コベルコスティーラーズに加入。
2010年、九州電力キューデンヴォルテクスに加入。同年9月4日に行われたトップキュウシュウ第1節のJR九州サンダース戦に先発出場で公式戦初出場を果たす。